# 托尼·戈德溫
托尼·戈德溫（英語：Anthony Howard "Tony" Goldwyn，1960年5月20日—）是美國的一位演員和導演。他最著名的作品包括《人鬼情未了》中的卡爾·布魯納（Carl Bruner），最後的武士中的Colonel Bagley。他還是迪士尼電影人猿泰山中泰山的配音演員。